# Кириленко, Кирилл Олегович
Кирилл Олегович Кириленко (бел. Кірыл Алегавіч Кірыленка; род. 8 октября 2000, Минск) — белорусский футболист, полузащитник мозырской  «Славия»

## Клубная карьера
Воспитанник ФК «Минск». Первый тренер — Валерий Андриевский.
В 2015 году проходил просмотр в структуре «Штутгарта», однако возникли юридические формальности, из-за которых 15-летнему нападающему пришлось вернуться в «Минск». По достижении 16-летнего возраста был заявлен в октябре 2016 года за основную команду «Минска», сыграв 3 матча и забив 2 гола в турнире дублёров. В конце 2016 года появился интерес со стороны немецкого «РБ Лейпциг».
В начале 2017 года пополнил состав футбольного клуба «Динамо (Брест)». Дебют во взрослом футболе пришёлся на 30 апреля 2017 года, выйдя на 79-й минуте матча 5-го тура Высшей лиги 2017 против мозырской «Славии». В сезоне 2017 выступал за дублирующий состав «Динамо», за основную команду провёл 5 матчей в чемпионате и 1 в Кубке Беларуси. Конец сезона пропустил из-за травмы. В первой половине сезона 2018 иногда выходил на замену в основной команде, однако с августа играл только за дубль.
В январе 2019 года по соглашению сторон покинул «Динамо». В феврале находился на просмотре в клубе «Зенит-2», однако в марте присоединился к борисовскому БАТЭ, где играл за дублирующий состав.
В июле 2019 года подписал трёхлетний контракт с львовскими «Карпатами». Играл в молодёжной команде, провёл несколько матчей в Премьер-лиге. В июне 2020 года по соглашению сторон покинул клуб.
В июле 2020 года стал игроком донецкого «Олимпика», подписав трёхлетний контракт. На поле появлялся редко, лишь дважды вышел на замену в Премьер-лиге. В январе 2021 года контракт был разорван.
В феврале 2021 года присоединился к жодинскому «Торпедо-БелАЗ».
В августе 2022 года покинул «Торпедо-БелАЗ» и перешёл в румынский клуб «Брашов» из Второй Лиги. Жодинский клуб получил компенсационную выплату за переход футболиста. Дебютировал за клуб 3 сентября 2022 года в матче против клуба «Прогресул Спартак».
В апреле 2023 года стал игроком новополоцкого «Нафтана».
В декабре 2023 года перешёл в мозырскую «Славию». По ходу сезона 2024 года Кириленко присоединился к клубу «Макслайн», проведя за него 17 матчей и оформив 11 (8+3) баллов по системе «гол+пас». 3 декабря 2024 года продлил контракт с витебским клубом еще на один год, однако 10 января 2025 года стороны расторгли соглашение. Кириленко присоединился к дзержинскому «Арсеналу», который стал одиннадцатым клубом в его карьере. После 12-го тура высшей лиги покинул команду, проведя за нее 8 игр и заработав 3+1 по системе «гол+пас». Вслед за бывшим тренером «Арсенала» Олегом Кубаревым присоединился к молдавскому «Зимбру», однако менее чем через две недели покинул команду, проведя за нее одну игру. Футболист обратился к руководству с просьбой расторгнуть контракт по личным обстоятельствам, сославшись на проблемы со спиной и необходимость взять паузу на лечение. В июле 2025 года спустя год вернулся в мозырскую «Славию». 

## Международная карьера
Является капитаном юношеской сборной Беларуси до 17 лет. В январе 2017 года Кириленко стал лучшим бомбардиром Кубка Развития, на котором сборная Беларуси заняла третье место. В пяти матчах Кирилл забил три мяча и отдал четыре голевые передачи.
В 2017-2018 годах играл за юниорскую сборную Беларуси в отборочном раунде Чемпионата Европы.
10 сентября 2019 года дебютировал в молодёжной сборной Беларуси, выйдя на замену во втором тайме отборочного матча Чемпионата Европы против Португалии (0:2).

## Достижения
«Динамо» (Брест)
- Обладатель Кубка Беларуси: 2016/17, 2017/18
- Обладатель Суперкубка Беларуси: 2018

## Клубная статистика
| Клуб             | Сезон            | Лига             | Лига | Лига | Кубки | Кубки | Еврокубки | Еврокубки | Итого | Итого |
| Клуб             | Сезон            | Турнир           | Игры | Голы | Игры  | Голы  | Игры      | Голы      | Игры  | Голы  |
| ---------------- | ---------------- | ---------------- | ---- | ---- | ----- | ----- | --------- | --------- | ----- | ----- |
| Минск            | 2016             | Высшая лига      | 0    | 0    | 0     | 0     | 0         | 0         | 0     | 0     |
| Динамо (Брест)   | 2017             | Высшая лига      | 5    | 0    | 1     | 0     | 0         | 0         | 6     | 0     |
| Динамо (Брест)   | 2018             | Высшая лига      | 6    | 0    | 3     | 0     | 0         | 0         | 9     | 0     |
| БАТЭ             | 2019             | Высшая лига      | 0    | 0    | 1     | 0     | 0         | 0         | 1     | 0     |
| Карпаты          | 2019/20          | Премьер-лига     | 4    | 0    | 1     | 0     | 0         | 0         | 5     | 0     |
| Олимпик          | 2020/21          | Премьер-лига     | 2    | 0    | 0     | 0     | 0         | 0         | 2     | 0     |
| Торпедо-БелАЗ    | 2021             | Высшая лига      | 21   | 1    | 4     | 1     | 2         | 0         | 27    | 2     |
| Всего за карьеру | Всего за карьеру | Всего за карьеру | 38   | 1    | 10    | 1     | 2         | 0         | 50    | 2     |